# DL그룹
DL그룹(DL Group)은 DL홀딩스를 주축으로 성장·발전한 기업체군이다.
DL그룹은 종합건설사업을 모태로 성장하여 석유화학사업을 통해 발전 기반을 구축했다. 주요 사업분야는 건설·엔지니어링·석유화학·무역·제조·금융·정보통신·레저·물류 등이며, 창업자는 이석구, 이재준(李載濬), 원혁희이다. 모기업인 DL케미칼 및 DL이앤씨의 전신은 1939년 10월에 설립된 부림상회이며, 1947년 대림산업을 거쳐 2021년 1월 지금의 상호로 변경되었다. 1954년 5월 서울증권(현 유진투자증권)과 10월 풍림산업을 설립한 이후 1955년 5월 서울기계사업소, 1965년 12월 대림콩크리트공업(주), 1970년 4월 대림통상 등을 설립했다. 1971년 4월 요업센터를 인수해 대림요업(현 대림B&Co)을 설립하는 동시에 싱가포르에 지점을 개설했다. 1974년 7월 대림엔지니어링을 설립하고 중동 등지에 4개의 해외지점을 설치하여 해외건설시장 진출을 본격화했다. 1976년 기업을 공개, 증권거래소에 주식을 상장했다.

## 계열사
- DL홀딩스(구 대림산업)
  - (주)대림 (구 대림코퍼레이션 | 대림I&S)
- DL이앤씨
  - 대림에이엠씨
- DL케미칼
  - 여천NCC(주) (한화그룹과 합작)
  - 폴리미래(주)
- DL건설
  - 글래드호텔앤리조트(주)
  - 송도파워(주)
- DL에너지 (구 대림에너지)
- DL FnC (구 대림FnC)
- DL모터스 (구 대림자동차공업)
- 학교법인 대림학원
  - 대림대학교
  - 안양여중고교
- 대림문화재단
  - 대림미술관
  - 디뮤지엄
- 상주영천고속도로 (기업)
  - 영천상주고속도로
- 덕송내각고속화도로 (기업)
  - 덕내로
- 수원순환도로
  - 수원북부순환로
- 서울터널
  - 국회대로 신월여의지하도로
- 디엘오플러스
  - 디엘블루비전
  - 미디어블루

## 같이 보기
- 이재준
- 이준용